# Экстенсивное сельское хозяйство
Экстенсивный способ ведения сельского хозяйства — система сельскохозяйственного производства, в которой используются небольшие затраты труда, удобрений и капитала по сравнению с обрабатываемой земельной площадью (в отличие от интенсивного земледелия).
Приставка экс от лат. ex — «вовне», «за». Основа «тенс» означает «напряжение».
Чаще всего, за счет расширения посевных площадей, например целинное земледелие в СССР.
Только в первый год освоения целины СССР собрал с тех земель 27,1 миллиона тонн зерна — почти треть от всего произведенного в стране! В 1958-м отчитались, что произвели зерна в 1,7 раза больше, чем в последний год жизни Сталина! А в 1960 году целина и вовсе выдала почти 59 миллионов тонн — едва ли не половину всего советского зерна! Но это был пик освоения целины, после которого начали сбываться предсказания ученых. Почвы и впрямь начали беднеть на глазах, и те из них, что ещё недавно спокойно выдавали 12—15 центнеров с гектара (ц/га), теперь даже при внесении удобрений едва дотягивали до 7—8 ц/га, средняя урожайность в 1961—1965 годах рухнула до 6,1 ц/га
То есть система сельского хозяйства без особых капиталовложений на единицу земельной площади и характеризуется слабым применением техники, плохой обработкой земли.

## Системы
Экстенсивное земледелие чаще всего означает выращивание овец и крупного рогатого скота в районах с низкой производительностью сельского хозяйства, но включает крупномасштабное выращивание пшеницы, ячменя и других зерновых культур в таких районах, как бассейн Мюррей-Дарлинг в Австралии.
Здесь из-за крайней бедности почв урожайность с гектара очень низкая, но равнинная местность и очень большие размеры хозяйств дают высокие урожаи на единицу труда. Кочевое животноводство — это яркий пример экстенсивного земледелия, когда пастухи перемещают свои стада животных, чтобы использовать корма от случайного солнечного света в условиях, например, горного рельефа.

## География
Экстенсивное земледелие наблюдается в средних широтах на большинстве континентов, а также в пустынных регионах, где нет воды для выращивания сельскохозяйственных культур. Природа экстенсивного земледелия означает, что для него требуется меньше осадков, чем для интенсивного земледелия. Ферма обычно большая по сравнению с количеством работающих и затраченными на неё деньгами. В 1957 году в большинстве частей Западной Австралии пастбища были настолько бедны, что можно было прокормить только одну овцу на квадратную милю.
Так же, как спрос привел к базовому разделению выращивания сельскохозяйственных культур и пастбищной деятельности, эти районы также могут быть подразделены в зависимости от количества осадков в регионе, типа растительности и сельскохозяйственной деятельности в этом районе.

## Преимущества
Экстенсивное хозяйство имеет ряд преимуществ перед интенсивным:
- Для обработки больших площадей требуется меньше труда на единицу площади, тем более что дорогостоящие преобразования земли (например, террасирование) полностью отсутствует

- Механизацию можно более эффективно использовать на больших равнинных участках
- Более высокая эффективность труда означает, как правило, более низкие цены на продукцию и повышение конкурентоспособности
- Благополучие животных в целом улучшается, поскольку животные содержатся в относительно свободных условиях
- Снижение потребности в материалах, таких как удобрения
- Если животные пасутся на пастбищах, характерных для данной местности, меньше вероятность возникновения проблем с экзотическими видами
- Окружающая среда и почва не страдают от чрезмерного использования химикатов
- Использование техники и научных методов ведения сельского хозяйства дает больший прирост урожая, чем в интенсивном варианте
- Животные, выращенные на больших территориях, развиваются более эффективно

Экстенсивный способ ведения сельского хозяйства был, например, одной из причин быстрого расширения владений России в Сибири и на Дальнем Востоке: Подсечно-огневым земледелием крестьяне уходили всё дальше и дальше на восток в поисках новой земли, а за ними следовали чиновники и государство.

## Недостатки
Экстенсивное земледелие может иметь следующие проблемы:
- Урожайность, как правило, намного ниже, чем при интенсивном земледелии в краткосрочной перспективе
- Большие требования к земле ограничивают среду обитания диких видов (в некоторых случаях даже очень низкие показатели поголовья могут быть опасными), как в случае интенсивного земледелия
- Дешевые способы обработки земли могут повлечь повреждение малоплодородных почв, как это происходило при целинном освоении земель Казахстана:

в 1962—1963 годах целинные районы и впрямь накрыли пыльные бури, которые срывали и без того истощенные слои почвы. Кроме того, массовая вспашка пастбищ привела к тому, что уже в середине 60-х стране пришлось закупать миллионы тонн фуражного зерна за границей.
По оценкам эколога Нормана Майерса, подсечно-огневое земледелие является основной причиной обезлесения в тропических регионах (54 % потерь лесов).
В последние 100 лет из-за нехватки сельхозугодий для поддержания потребностей растущего населения, сведённый под посевы тропический лес чаще всего больше не восстанавливается. Поддержание урожайности сельхозкультур на расчищенном участке достигается либо за счёт применения доступных в данной местности удобрений, либо участок в дальнейшем используется под пастбище, что в итоге приводит к опустыниванию.
Когда-то считалось, что экстенсивное земледелие производит больше метана и закиси азота на килограмм молока, чем интенсивное земледелие. По оценкам одного исследования, углеродный «след» на миллиард кг (2,2 миллиарда фунтов) молока, произведенного в 2007 году, составлял 37 процентов от аналогичного производства молока в 1944 году. Однако более недавнее исследование, проведенное CIRAD, показало, что умеренные экстенсивные системы животноводства оказывают меньшее воздействие на окружающую среду, чем интенсивные системы.

## В культуре
«Поднятая целина» — роман Михаила Шолохова. Первый том опубликован в 1932 году, второй — в 1959 году. Произведение посвящено коллективизации на Дону и движению «25-тысячников».
«Советская цивилизация» Сергея Кара-Мурзы содержит упоминание о целине на территории Кустанайской и Северо-Казахстанской области, куда автор, будучи студентом химфака МГУ, приехал в 1957 году.
Сунский поэт Фань Чэнда в стихотворении «Похвала выжиганью полей» (кит. упр. 劳畲耕) пишет, что крестьяне в районе Трёх ущелий перед дождем выжигают поля, тогда после полива дождем посевов в пепле родятся пшеница и бобы высокого качества.